# 路氏
路氏（みちうじ）は、「路」を氏の名とする氏族。
敏達天皇の皇子難波皇子を祖とする。姓は公、のち真人。

## 概要
『新撰姓氏録』「左京皇別」によると、「路真人」は「出自諡敏達皇子難波王之後也」とあり、守山真人・甘南備真人・飛多真人・英多真人・大宅真人と同祖である、としている。難波皇子については、『古事記』下巻、『日本書紀』巻第二十、敏達天皇4年（575年）正月に記載があり、天皇と春日臣仲君（春日中若子）の女、春日老女子（老女子郎女）の長男としており、和邇氏の血をひく皇子であったと記されている。『七大寺巡礼私記』によると、大宅寺が難波皇子寺とも呼ばれ、難波皇子が建立したという所伝も見えている。
姓は当初は公であったが、天武天皇13年（684年）10月1日、守山公とともに真人を賜姓されている。本貫については未詳であるが、天平勝宝元年（749年）の「造東大寺司解」によると、大倭国添上郡の人、路足麻呂の名が見え、添上郡（現在の奈良県添上郡・奈良市東部と大和郡山市・天理市・山辺郡の各一部）とする説がある。
一族には、天武天皇14年（685年）9月に南海道巡察使をつとめ、のちに饗新羅客使・春宮大夫を歴任した路登美、文武天皇3年（699年）7月に弓削皇子の喪事を監護し、持統上皇崩御時の作殯宮司・衛士督をつとめ、養老3年（719年）7月に大宰大弐正四位下で卒した路大人、道鏡の師でありながら、和気清麻呂に道鏡が即位すれば自分は伯夷となるだけだという意向を示した路豊永などがいる。
路氏には、東漢氏系の渡来氏族もおり、『書紀』・『続紀』より直→連→忌寸→宿禰と改姓していったことが分かる。「路宿禰」については、『新撰姓氏録』「右京諸蕃」に「坂上大宿禰同祖」とある。この系譜の人物としては、壬申の乱の功臣である路益人がいる。